# Hemidactylus endophis
Hemidactylus endophis es una especie de gecos de la familia Gekkonidae.

## Distribución geográfica
Es endémica del norte de Omán.